# Anas al-Mukabbir
Anas al-Mukabbir (ur. 29 listopada 1992) – marokański zapaśnik walczący w obu stylach. Brązowy medalista igrzysk afrykańskich w 2019. Srebrny medalista mistrzostw Afryki w 2014 i 2022; brązowy w 2018 i 2023. Mistrz arabski w 2015. Trzeci na Światowych Igrzyskach Sportów Walki w 2023 roku.